# Battle Royale (roman)
Pour les articles homonymes, voir Battle Royale.
Battle Royale (バトル・ロワイアル, Batoru rowaiaru) est un roman japonais de Kōshun Takami, édité en 1999 au Japon.
Le titre du roman est inspiré du nom donné aux combats de catch rassemblant plusieurs dizaines de catcheurs, ayant le droit de combattre seuls ou en équipe (équipe préexistante ou improvisée), sur un même ring et simultanément, jusqu’à élimination de tous les concurrents sauf un.
Le roman est adapté en manga (Battle Royale puis Blitz Royale) ainsi qu'en deux films live (Battle Royale et Battle Royale 2: Requiem). Il est également à l'origine du nom du genre de jeu vidéo battle royale.

## Synopsis
Le livre met en scène 42 collégiens participants à un programme gouvernemental dont le but est de s'entre-tuer.

## L'univers deBattle Royale
Le roman se déroule en 1997 au sein d'un pays fictif appelé la "République de Grande Asie".

### La République de Grande Asie
Le Japon est le théâtre du roman. Le leader de cette nation, aussi appelé Reichsführer, a instauré une république national-socialiste bien particulière. La vie des citoyens y est strictement contrôlée, comme les sorties du territoire, les accès aux informations ou l'importation de produits en provenance de pays étrangers. Ces mesures créent un isolement presque total du pays. De plus, l'armée et la police sont des entités extrêmement puissantes et les jugements pour activisme anti-gouvernemental sont légion. Malgré cette politique de terreur manifeste menée par le gouvernement, l'exportation de produits manufacturés est florissante. Cette puissance économique permet au pays d'avoir le meilleur PNB par habitant au monde. En résumé, une grande partie de la population s'est soumise à la politique du gouvernement et les libertés individuelles sont limitées au profit de la cause commune. Ayant une vie confortable, elle ne fait rien pour s'opposer à la volonté du gouvernement. Voilà pourquoi le quotidien des protagonistes du roman semble être, au premier abord, parfaitement normal.
Dans cette nation bafouant les droits civiques, le gouvernement feint d'ignorer les remontrances des États-Unis d'Amérique, son grand ennemi de l'extérieur. Le roman insiste beaucoup sur l'antiaméricanisme des membres du gouvernement et de l'armée ; on suppose que l'État a développé une « guerre froide » issue d'une volonté de revanche à la suite de la Seconde Guerre mondiale . L'État est isolationniste et affiche une politique de "soumission absolue à l'autorité" . À la suite de traités inconnus, il n'aurait pas le droit de lever une armée de conscription, ce qui l'oblige à recruter des soldats sur volontariat.

### Définition du «Programme»
Le  « Programme n°68 » est une expérimentation militaire de combat à des fins de défense nationale. Cette pratique gouvernementale est en vigueur depuis 1947 au Japon, sous l'égide de l'armée de terre. Elle se déroule chaque année avec cinquante classes de troisième tirées au sort, dont les élèves doivent s'entre-tuer jusqu'à ce qu'il n'y ait qu'un seul survivant. Officiellement, le Programme a pour but de collecter des statistiques sur le sexe, les armes et la méthodologie des vainqueurs afin de contribuer à l'amélioration des forces armées du pays. Il est un pilier de la souveraineté nationale du pays.

## Le jeu
Les élèves sont enlevés manu militari de manière discrète et amenés en un lieu isolé et clos, généralement une zone évacuée de ses habitants pour les besoins de l'expérience.
Juste avant de commencer le jeu, tous les élèves doivent jurer par écrit qu'ils y participeront activement.

### Règlement
- Les élèves sont lâchés dans une zone close et constamment surveillée par des militaires. Toute fuite est impossible[21].
- Pour gagner, tous les coups sont autorisés[22].
- Des haut-parleurs sont disposés un peu partout dans la zone de jeu, reliés au centre de contrôle des organisateurs (qui devient une zone interdite après une heure de jeu et cesse de l'être lorsqu'est déterminé le gagnant[20]). Toutes les six heures, les organisateurs font part des nouveaux décès et des prochaines zones interdites[21]. Cela a pour but de resserrer le terrain et d'intensifier le jeu[20].
- Le jeu s'arrête lorsqu'il ne reste plus qu'un élève en vie[16].
- Le gagnant du programme est annoncé par « flashs spéciaux » en direct à la télévision[23].
- Le gagnant du jeu recevra un mot du président lui-même[22] et une pension à vie assurée par l'État[16].

### Les colliers
Les élèves sont équipés de colliers électroniques, munis d'une forte charge explosive. Ils sont destinés à surveiller les participants afin qu'ils respectent des règles.
- Étanches et incassables, ils explosent si un élève tente de le retirer. Des plans des colliers, classés secret défense, existent et permettent à certains militaires de les retirer sans risque d'explosion[25].
- Ils explosent tous si 24 heures de jeu se déroulent sans une seule mort[25].
- Ils sont équipés d'une balise permettant de repérer les élèves sur la zone de jeu, via satellite. Si un élève pénètre dans une zone « interdite », son collier explose. Au fil des heures, les militaires interdisent de plus en plus de zones et l'annoncent aux élèves, de façon à les regrouper dans un espace de plus en plus petit, et ainsi à forcer les chances de rencontre[20]. Ils permettent également de surveiller le pouls des participants pour connaître à tout moment leur état de santé et l'heure de leur mort le cas échéant[25].
- Ils sont également équipés de micros performants, permettant d'écouter et d'archiver les conversations des participants[26].

### L'équipement
Au début du jeu, chaque élève reçoit un paquetage contenant des vivres, de l'eau, une torche électrique, une carte, une montre, une boussole et une arme au hasard . Environ un tiers consiste en des armes à feu diverses, mais on trouve aussi des armes blanches, des objets ou appareils pouvant s'avérer fort utiles (gilet pare-balle, radar...) mais également des armes totalement inutiles (boomerang, fourchette, jeu de fléchettes)...
L'attribution au hasard des armes est censée « rétablir l'égalité des chances de victoire », la chance compensant les avantages ou faiblesses physiques des participants. L'égalité est d'ailleurs un des principes fondamentaux du jeu : être riche ou enfant de fonctionnaire haut placé ne change en rien les chances d'être dans une classe sélectionnée. Les organisateurs du jeu sont également très fiers de constater que « 49 % des gagnants sont des filles », preuve que les avantages physiques ne garantissent pas la victoire.

### Raison d'être
À sa création, le « Programme » rencontra un fort mouvement de contestation au sein de la population, qui s'est éteint à l'époque du roman. Le jeu en lui-même, bien que plus ou moins connu de tous, est une sorte de fatalité acceptée, les chances de participer au jeu demeurant en fait assez faible (1 pour 800). Les parents semblent cependant vouloir protéger leurs enfants d'informations qu'ils jugent trop terrifiantes. Ceux dont l'enfant a été choisi doivent cependant se résigner ou subir le même sort.
Les protagonistes débattent souvent de la vraie raison de la création du programme et croient trouver des explications plausibles.
- Le Programme a officiellement pour but de montrer à la face du monde la puissance de l'armée de terre, en tant qu'arme de dissuasion[36].
- Shôgo Kawada  estime que, même si l'armée abuse déjà régulièrement de son pouvoir sur la population, elle ressent le besoin de contrôler un peu plus le peuple. Il théorise que les mécanismes du programme sont conçus de façon à dégrader la confiance qu'ont les citoyens entre eux : en voyant à la télévision les gagnants, qui ont dû tuer leurs camarades pour survivre, les gens sont censés croire que n'importe qui en ferait autant. Ce climat paranoïaque de dénonciation a pour but d'empêcher la constitution d'un « esprit de résistance » face à l'État. Par ailleurs le traumatisme du programme, pour les familles des victimes, est censé fragiliser les mentalités et « habituer » les citoyens aux horreurs commises par l'armée, leur faisant accepter leur sort[37].
- Kawada théorise aussi que le Programme n'est rien d'autre qu'une expérience délirante de l'armée sur les comportements sociaux, que personne n'a osé faire cesser jusqu'ici par peur d'afficher des sentiments « anti-patriotiques », le jeu étant l'une des « fiertés » de la République[38]. Les comportements des participants sont d'ailleurs relevés et archivés[39].
- Les organisateurs semblent prendre des paris sur les futurs gagnants des jeux au sein des classes[40].
- Kinpatsu Sakamochi donne finalement la véritable explication à Shôgo Kawada, après que celui-ci a été déclaré vainqueur, à bord du bateau qui les ramène sur terre. Le Programme mettant en scène des actes de trahisons, il permet de créer un climat de méfiance afin de mater toute révolte[41].

## Édition française
- Éditeur : Calmann-Lévy
- Date de parution : 23/08/2006
- Traduction : Patrick Honoré, Tetsuya Yano
- Nombre de pages : 600
- Format : 16 cm x 24 cm
- (ISBN 2702136737)
- Éditeur : Hachette
- Date de parution : 01/2008
- Nombre de pages : 625
- Format : 13,5 cm x 21,5 cm

### Sources
- Koushun Takami (trad. du japonais), Battle Royale : roman, Paris, Calmann-Lévy, 2006, 830 p. (ISBN 978-2-253-12235-7)
- Préface de l’édition française de Battle Royale, 2006
- Encarts informatifs du second tome de l'adaptation en manga sous la direction de l'auteur.